# Arthonia
Arthonia ist die Typusgattung der Familie Arthoniaceae, der Ordnung Arthoniales und der Klasse Arthoniomycetes. Der Typus der Gattung Arthonia wiederum ist Arthonia radiata, eine mit Photobionten der Gattung Chlorococcum assoziierte Krustenflechte.
Arthonia im klassischen Sinn ist eine weltweit verbreitete, sehr artenreiche Gattung lichenisierter (flechtenbildender), lichenicoler oder saprobiontischer Schlauchpilze. Die lichenisierten Vertreter der Gattung sind Krustenflechten, bilden also einen dem Substrat flach und fest aufsitzenden Thallus. Arthonia im engen Sinn enthält nur sehr wenige Arten, neben der Typusart zum Beispiel Arthonia apotheciorum, Arthonia subfuscicola und Arthonia calcarea, wobei für eine abschließende Bewertung erst alle klassisch zu Arthonia gestellte Arten molekulargenetisch geprüft werden müssten.

## Merkmale vonArthoniaim weiteren Sinn
Die lichenisierten Arten der Gattung haben dünne, krustenförmige, undifferenzierte, häutige, meist glatte und nur selten körnige Thalli, die oberflächlich auf dem Substrat wachsen, aber auch teils oder ganz in das Substrat eingesenkt sein können und dann unauffällig sind. Soredien werden nur sehr selten gebildet.
Die Apothecien sind meist unberandet. Sie sind sehr unterschiedlich geformt, rundlich bis länglich, aber auch verzweigt bis sternförmig. Ihre Farbe ist rotbraun bis schwarz, sie können zudem an ihrer flachen bis gewölbten Oberfläche weiß, grau oder bläulich bereift sein. Lichenicole Arten bilden in den Wirt eingesenkte oder sich über ihn emporwölbende Apothecien oder sie verzichten auf die Bildung eigenber Fruchtkörper, sondern bilden ihre Paraphysen und Asci im Hymenium der befallenen Apothecien.
Das Excipulum der Apothecien ist nur selten gut entwickelt, oft fehlt es. Das Epihymenium ist farblos, rotbraun, dunkelbraun, grünlich oder schwärzlich.
Das Hymenium ist farblos bis gelblich, rötlich oder bräunlich. Es reagiert mit Lugol blau (amyloid) oder rot, mit Kalilauge und Lugol blau.
Die Paraphysoide sind reich verzweigt und zu einem Netz verbunden. Ihre Enden sind oft verdickt und tragen eine Pigmentkappe.
Die Asci sind keulig bis fast kugelig, besitzen einen dicken Tholus, häufig mit deutlich ausgeprägter Okularkammer.
Die Ascosporen sind farblos, seltener schon von Beginn an braun, sehr selten auch fast schwarz. Sie sind quer septiert, zwei- bis achtzellig, sehr selten auch mauerförmig, also quer- und längsseptiert. Die Sporenform ist eiförmig bis spindelig.
Pyknidien werden im Thallus eingesenkt gebildet und bilden meist kurz zylindrische bis ellipsoide Pycnosporen. Bei lichenicolen Arten wird das anamorphe Stadium in Form eigener Konidiomata gebildet. Die Konidien können hier auch helicoid gewunden sein, was zur Beschreibung der anamorphen Gattung Helicobolomyces führte.
Als Photobionten werden meist Grünalgen der Gattung Trentepohlia genutzt, seltener auch coccoiden Grünalgen wie z. B. Vertreter der Gattung Chlorococcum.

## Ökologie und Verbreitung
Arthonia umfasst flechtenbildende Pilze und enthält zudem lichenicole Arten bzw. Arten, die auf anderen lichenisierten Pilzen (Flechten) parasitieren. Diese lichenicolen Arten haben selber keine Photobionten und bilden dementsprechend keinen eigenen Thallus mehr aus. Wenige Arten leben rein saprob, so beispielsweise Arthonia punctiformis, die zur Gattung Arthonia im engen Sinn gehört oder zumindest sehr nah verwandt ist.

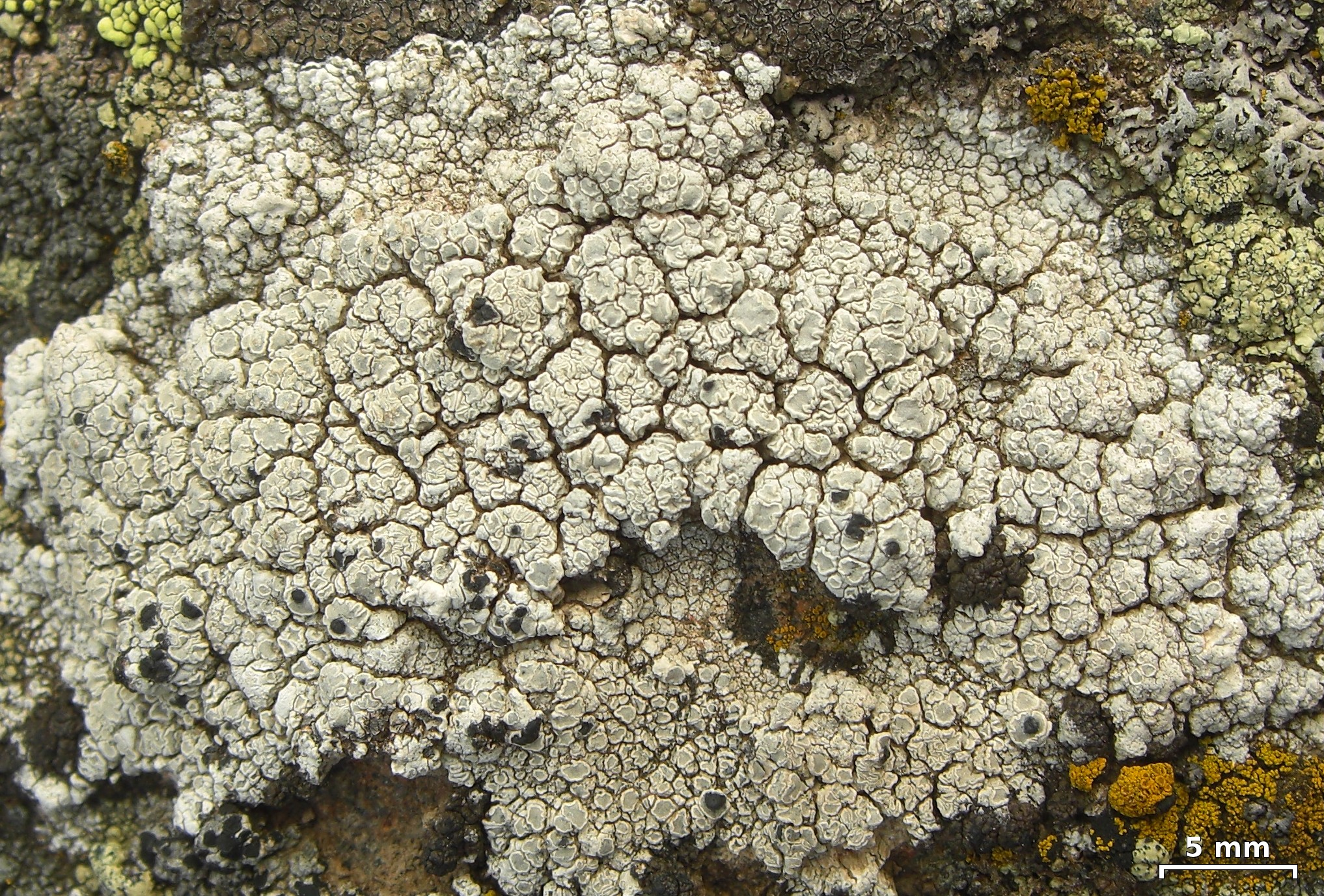
Arthonia varians, eine flechtenparasitische Art, hier auf Lecanora rupicola als Wirt. Der Parasit bildet Apothecien auf dem Wirtsthallus aus, besitzt aber selber im Gegensatz zu lichenisierten Arthonia-Arten keinen eigenen Thallus.

Die lichenisierten Arten sind überwiegend epiphytisch, zum Beispiel auf glatter Borke von Laubbäumen. Wenige Arten besiedeln auch Gestein. Die lichenicolen Arten besiedeln entweder den Thallus der Wirte und bilden dort ihre eigenen Apothecien oder befallen nur die Apothecien des Wirtes. Hierbei werden die Apothecien des Parasiten auf den Apothecien des Wirtes gebildet. Manche Arten bilden auch keine eigenen Apothecien mehr aus, sondern bilden ihre Asci im Hymenium des Wirtes.
Die Gattung ist überwiegend tropisch verbreitet, in Deutschland sind 35 flechtenbildende und 18 lichenicole Arten nachgewiesen. Viele Arten der Gattung bevorzugen naturnahe Wälder klimatisch milderer Lagen und sind empfindlich gegenüber Nährstoffeinträgen; dadurch erklärt sich die Seltenheit dieser Arten.

## Systematik
Die 1806 von Erik Acharius beschriebene Gattung mit ihren über 500 Arten hat sich als polyphyletische Sammelgattung herausgestellt, deren Vertreter sich innerhalb der Arthoniaceae auf mehrere Gattungen verteilen. Auch außerhalb der Familie der Arthoniaceae finden sich innerhalb der Ordnung Arthoniales als klassische zu Arthonia gestellte Arten in der Familie der Chrysotrichaceae z. B. Arthonia mediella, im Felipes-Clade, einer noch unbeschriebenen, provisorisch benannten Familie beispielsweise Arthonia eos, und innerhalb des Bryostigma-Clades (auch eine noch unbeschriebene Familie) z. B. Arthonia apatetica, Arthonia biatoricola, Arthonia lapidicola, Arthonia lobariicola, Arthonia molendoi, Arthonia neglectula, Arthonia peltigerina, Arthonia phaeophysciae oder Arthonia stereocaulina. Einige ehemalige Arthonia-Arten wurden bereits in Gattungen wie Coniangium, Coniocarpon, Sparria oder Trachylia ausgegliedert.
Die Gattung wird daher auf nur wenige Arten rund um die Typusart Arthonia radiata eingeengt werden müssen.